# Susanna Island
Susanna Island är en ö i Kanada.   Den ligger i territoriet Nunavut, i den nordöstra delen av landet, 2 900 km norr om huvudstaden Ottawa. Arean är 4,4 kvadratkilometer.
Terrängen på Susanna Island är platt. Öns högsta punkt är 81 meter över havet. Den sträcker sig 3,3 kilometer i nord-sydlig riktning, och 2,6 kilometer i öst-västlig riktning.